# Bella (entreprise)
Pour les articles homonymes, voir Bella.
Bella est une entreprise française spécialisée dans la fabrication de poupées qui a exercé de 1946 à 1984.

## Histoire
Lucie et Salvi Pi créent la société Bella en 1946 dans leur garage de Perpignan. Le nom a été choisi afin qu'il soit facile à prononcer dans toutes les langues, de plus ils cherchaient un nom rappelant les origines catalanes de l'entreprise. Dans un premier temps, Salvi sculpte les modèles et Lucie crée la garde-robe des poupées. Une petite dizaine de personnes travaillent au début sur la création de poupées à base de carton trempé.
Dès le début des années 1950, l'entreprise dépose de nombreux brevets, le Rhodoïd remplace le carton. Puis au bout de quelques années, ce sont les matières plastiques qui révolutionnent la fabrication.
Dans les années 1960, des poupées comme Tressy, Cathie ou Héléna font la renommée de l'entreprise qui compte alors plus de 600 employés.
Les fondateurs, Lucie et Salvi Pi, vendent la société au groupe allemand Bolhen Wasag Industrie en 1969. En 1972, la société est dirigée par Jean Sala, proche collaborateur de Salvi Pi, avec le titre de Président du Directoire. Cependant, les chocs pétroliers des années 1970, la concurrence asiatique ainsi que des problèmes sociaux feront doucement glisser l'entreprise vers la faillite.

Autre logo de la société Bella.

L'entreprise fermera définitivement en 1984 après être passée entre les mains de Berchet en 1982.
Les Bella (poupées) font aujourd'hui l'objet de toutes les convoitises de la part des collectionneurs.
Jean Sala a créé un musée à Perpignan avec 500 poupées, du petit outillage, des accessoires, une machine à implanter et des photos de célébrités. Après la disparition de Jean Sala en 2015, c'est Jacques Ros, ancien contremaître chez Bella, qui fait désormais visiter le musée.
Le 18e roman d'Hélène Legrais se joue autour de la saga des poupées Bella. La romancière situe l'intrigue de son dernier roman dans le Perpignan de la fin des années 60, au moment où l'entreprise est rachetée par le groupe allemand Bolhen Wasag Industrie.

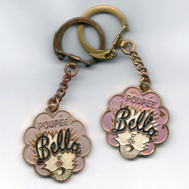
Porte-clés avec le logo Bella.

### Vidéos du site de l'INA
- Extrait du journal de télévisé régional (Montpellier) du 18 décembre 1981 : séquestration du directeur de la société Bella et annonce du dépôt de bilan